# Joint Typhoon Warning Center

Logo des Joint Typhoon Warning Center

Das Joint Typhoon Warning Center (JTWC; deutsch „Gemeinsames Taifun-Warnzentrum“), mit Hauptsitz in Pearl Harbor (Hawaii), ist eine Abteilung der United States Navy. Die Aufgabe dieser meteorologischen Einrichtung ist es, für Einrichtungen der Vereinigten Staaten Warnungen vor tropischen Wirbelstürmen im westlichen und südlichen Pazifik und im Indischen Ozean herauszugeben.